# 1924년 동계 올림픽 피겨스케이팅
제1회 동계 올림픽의 피겨 스케이팅은 1924년 1월 29일부터 1월 31일까지 프랑스 샤모니에서 경기가 진행되었다. 피겨 스케이팅은 아이스하키와 같이, 하계 올림픽의 종목이었으나, 동계 올림픽이 신설되면서 동계 올림픽으로 옮겨 경기가 진행되게 되었다.

## 참가 국가
총 11개국, 29명의 선수가 참가하였다.
| - 노르웨이 (1명) - 미국 (3명) - 벨기에 (3명) - 스웨덴 (1명) |  | - 스위스 (1명) - 오스트리아 (4명) - 영국 (6명) - 체코슬로바키아 (1명) |  | - 캐나다 (2명) - 핀란드 (2명) - 프랑스 (5명) |

## 메달 집계

### 최종 순위
| 순위 | 국가       | 금메달 | 은메달 | 동메달 | 합계 |
| ---- | ---------- | ------ | ------ | ------ | ---- |
| 1    | 오스트리아 | 2      | 1      | 0      | 3    |
| 2    | 스웨덴     | 1      | 0      | 0      | 1    |
| 3    | 미국       | 0      | 1      | 0      | 1    |
| 3    | 핀란드     | 0      | 1      | 0      | 1    |
| 5    | 스위스     | 0      | 0      | 1      | 1    |
| 5    | 영국       | 0      | 0      | 1      | 1    |
| 5    | 프랑스     | 0      | 0      | 1      | 1    |

### 메달리스트
| 종목             | 금                                           | 은                                       | 동                                   |
| ---------------- | -------------------------------------------- | ---------------------------------------- | ------------------------------------ |
| 남자 싱글 자세히 | 일리스 그라프스트룀 · 스웨덴                 | 빌리 뵈클 · 오스트리아                   | 조르주 고치 · 스위스                 |
| 여자 싱글 자세히 | 헤르마 사보 · 오스트리아                     | 비어트릭스 로란 · 미국                   | 에설 머켈트 · 영국                   |
| 페어 자세히      | 헬레네 엥겔만 & 알프레트 베르거 · 오스트리아 | 루도비카 야콥손 & 발테르 야콥손 · 핀란드 | 앙드레 졸리 & 피에르 브뤼네 · 프랑스 |

## 참조
- (영어) IOC 데이터베이스
- (영어) “Figure Skating at the 1924 Chamonix Winter Games”. sports-reference.com. 2009년 10월 10일에 원본 문서에서 보존된 문서. 2011년 9월 1일에 확인함.